# ラッセル郡 (アラバマ州)
ラッセル郡（英: Russell County）は、アメリカ合衆国アラバマ州の東部に位置する郡である。人口は5万9183人（2020年）。郡庁所在地はフェニックスシティであり、同郡で人口最大の都市である。郡名はクリーク族インディアンとの戦争に参戦したギルバート・C・ラッセル大佐に因んで名付けられた。
ラッセル郡はジョージア州に跨るコロンバス都市圏に属している。

## 歴史
ラッセル郡は1832年12月18日に、クリーク族から譲渡されていた土地に州議会の法によって創設された。郡庁所在地は数回変更された。1833年から1839年はジラード、1868年まではクロウフォード（元クロケッツビル）、1935年まではシール、1935年から現在はフェニックスシティとなってきた。郡名はアメリカ第3歩兵連隊の大佐で、米英戦争に従軍したギルバート・クリスチャン・ラッセル・シニア（1782年-1861年）に因んで名付けられた。

## 地理
アメリカ合衆国国勢調査局に拠れば、郡域全面積は647.38平方マイル (1,676.7 km2)であり、このうち陸地641.32平方マイル (1,661.0 km2)、水域は6.06平方マイル (15.7 km2)で水域率は0.94%である。

### 主要高規格道路
- アメリカ国道80号線
- アメリカ国道280号線
- アメリカ国道431号線
- アラバマ州道26号線
- アラバマ州道51号線
- アラバマ州道165号線
- アラバマ州道169号線
- アラバマ州道208号線

### 隣接する郡
- リー郡 - 北
- マスコギー郡 (ジョージア州) - 北東
- チャタフーチ郡 (ジョージア州) - 東
- スチュアート郡 (ジョージア州) - 南東
- バーバー郡 - 南
- ブロック郡 - 南西
- メイコン郡 - 北西

### 国立保護地域
- ユーファウラ国立野生生物保護区（部分）

## 人口動態
以下は2000年国勢調査による人口統計データである。
| 基礎データ - 人口: 49,756人 - 世帯数: 19,741 世帯 - 家族数: 13,423 家族 - 人口密度: 30人/km2（78人/mi2） - 住居数: 22,831軒 - 住居密度: 14軒/km2（36軒/mi2） 人種別人口構成 - 白人: 56.69% - アフリカン・アメリカン: 40.84% - ネイティブ・アメリカン: 0.37% - アジア人: 0.36% - 太平洋諸島系: 0.07% - その他の人種: 0.59% - 混血: 1.07% - ヒスパニック・ラテン系: 1.50% 年齢別人口構成 - 18歳未満: 26.5% - 18-24歳: 9.1% - 25-44歳: 28.8% - 45-64歳: 22.4% - 65歳以上: 13.1% - 年齢の中央値: 35歳 - 性比（女性100人あたり男性の人口） - 総人口: 91.0 - 18歳以上: 85.9 | 世帯と家族（対世帯数） - 18歳未満の子供がいる: 32.0% - 結婚・同居している夫婦: 44.4% - 未婚・離婚・死別女性が世帯主: 18.9% - 非家族世帯: 32.0% - 単身世帯: 28.0% - 65歳以上の老人1人暮らし: 10.6% - 平均構成人数 - 世帯: 2.49人 - 家族: 3.05人 収入と家計 - 収入の中央値 - 世帯: 27,492米ドル - 家族: 34,004米ドル - 性別 - 男性: 28,696米ドル - 女性: 20,882米ドル - 人口1人あたり収入: 14,015米ドル - 貧困線以下 - 対人口: 19.9% - 対家族数: 16.8% - 18歳未満: 26.5% - 65歳以上: 19.3% |

## 都市と町
- フェニックスシティ（郡庁所在地）
- ハーツボロ
- ラドニア
- シール
- フォートミッチェル（未編入の町）
- グレンビル（未編入の町）
- ピッツビュー（未編入の町）